# Mötet i Arboga 1518
Mötet i Arboga 1518 var en sammankomst som hölls i Arboga för att diskutera och besluta om Sveriges angelägenheter. Det inleddes i december 1518 och avslutades den 14 december 1518.
16 juni 1518 vid midsommar landsteg Kristian II med en styrka i Stockholm, som vid slaget vid Brännkyrka i slutet av juli var tvungna dra sig tillbaka och i oktober seglade åter till Danmark med en gisslan där bland andra Gustav Vasa ingick. I detta möte i Arboga i december avgick Gustav Trolle som ärkebiskop. 